# Барбея
Барбея (лат. Barbeya) — род растений монотипного семейства Барбеевые (Barbeyaceae) порядка Розоцветные (Rosales). Включает единственный вид Барбея маслиновидная (Barbeya oleoides).

## Экология и распространение
Небольшие деревья, распространенные в горах Сомали, Эфиопии и на Аравийском полуострове. Их можно найти в изобилии в переходной зоне между сухими вечнозелёными лесами и вечнозелёными кустарниками.

## Биологическое описание и родственные связи
По своему ареалу распространения (на полуострове Сомали) семейство Barbeyaceae тесно связано с семейством дирахмовые. Исследования на молекулярном уровне подтверждают это, несмотря на очевидные морфологические различия между двумя семействами. Например, Barbeya имеет мелкие однополые цветки, лишённые лепестков, в то время как цветки дирахмы двуполые, имеют большие лепестки и в целом крупнее.